# Cours (Lot-et-Garonne)
Cours is een gemeente in het Franse departement Lot-et-Garonne (regio Nouvelle-Aquitaine) en telt 193 inwoners (1999). De plaats maakt deel uit van het arrondissement Agen.

## Geografie
De oppervlakte van Cours bedraagt 11,4 km², de bevolkingsdichtheid is 16,9 inwoners per km².
De onderstaande kaart toont de ligging van Cours (Lot-et-Garonne) met de belangrijkste infrastructuur en aangrenzende gemeenten.

## Demografie
Onderstaande figuur toont het verloop van het inwonertal (bron: INSEE-tellingen).